# Samec (priimek)
Samec je priimek v Sloveniji in tujini. Po podatkih Statističnega urada Republike Slovenije je na dan 1. januarja 2011 v Slovenji uporabljalo ta priimek 442 oseb.  

## Znani slovenski nosilci priimka
- Blaž Samec, fotograf
- Franc Samec (1884—1945), učitelj in strokovni publicist
- Drago Samec (*1951), bibliotekar?, domoznanec
- Dušan Samec (1925—2010), arhitekt in industrijski oblikovalec
- Hinko Samec (1899—1962), ekonomist, diplomat Kraljevine Jugoslavije
- Ivo Samec, politik in obramboslovec?-Civilna zaščita: doc. FSPN/FDV
- Janko Samec (1886—1945), učitelj, pesnik, pripovednik in publicist
- Joža (1890 - ?) in Franc Samec (? - 1966), veterinarja
- Jože Samec (1912—1984), dramski igralec
- Jožef Samec (1909—?), glasbenik in zborovodja
- Jur Samec, slikar, likovni ustvarjalec
- Maks Samec (star.) (1844—1889), zdravnik in politik
- Maks Samec (1881—1964), biokemik, meteorolog , univerzitetni profesor, akademik
- Marija Bitenc Samec (1932—2022), operna in koncertna pevka, altistka
- Marija Samec, domoznanka
- Marjan Samec, diplomat
- Marko Samec (*1980), pesnik, bibliotekar
- Niko Samec (*1966), strojnik, univ. prof.
- Petra Samec Stefančič (*1980), pisateljica, knjižničarka, dr.
- Rafael Samec (*1943), kipar in oblikovalec v vosku ..
- Smiljan Samec (1912—1995), književnik, dramaturg in prevajalec
- Tina Novak Samec, direktorica Zavoda Brda
- Vasja Samec, folklornik

## Znani tuji nosilci priimka
- Petr Samec (*1964), češki nogometaš